# Batalla de la Porta Col·lina
La batalla de la Porta Col·lina va ser un enfrontament lliurat l'any 82 aC i es considera com la batalla final en la qual Luci Corneli Sul·la es va assegurar el control de Roma després de la guerra civil contra els seus rivals.

## Batalla
Els samnites, dirigits per Ponci Telesí van atacar a l'exèrcit de Sul·la sobre la muralla nord-est de la Porta Col·lina i després d'una acarnissada batalla que va durar tota la nit, Lluci Bacil·le i Gai Mummi van entrar a Roma per l'Esquilí i aconseguint la fugida de Gai Mari.

## Conseqüències
Sul·la es va alçar amb la victòria finalitzant d'aquesta manera amb les ambicions dels socii i amb la guerra social i la Primera guerra civil romana. En aquesta batalla, el jove Marc Licini Cras va guanyar renom gràcies a l'habilitat amb la que va combatre en la lluita a la seva ala de l'exèrcit. Després de la victòria, tots els presoners van ser executats a la Vila Pública, a prop de la seu del Senat, a fi de causar temor entre els senadors. Els cossos dels samnites van ser llançats al Tíber posant punt final a les seves accions militars contra la capital republicana.